# Jiří Hájek (operní zpěvák)
MgA. Jiří Hájek (* 1976, Pardubice) je český operní zpěvák – barytonista.

## Profesní dráha (výběr)
Zpěv vystudoval u Petera Mikuláše (* 1954) a Reného Tučka. Od roku 2003 hostoval ve Státní opeře Praha, v roce 2004 získal angažmá v Divadle J. K. Tyla v Plzni. Od roku 2008 se stal sólistou Opery Národního divadla v Praze.

## Ocenění
Na Mezinárodní pěvecké soutěži Antonína Dvořáka v Karlových Varech získal v roce 2003 I. cenu v oboru píseň
a II. cenu v oboru opera.